# Longitud de coherencia
En física, la longitud de coherencia es la distancia de propagación  sobre la que una onda coherente mantiene un grado especificado de coherencia.  La interferencia ondulatoria es fuerte cuando los recorridos seguidos por todas las ondas que se interfieren difieren en una distancia menor a la longitud de coherencia. Una onda con una longitud de coherencia más larga está más cercana a una onda sinusoidal perfecta. La longitud de coherencia es importante en holografía e ingeniería de telecomunicaciones.
Este artículo hace referencia a la coherencia de campos electromagnéticos clásicos.  En mecánica cuántica,  hay un concepto matemáticamente análogo: la longitud de coherencia cuántica de una función ondulatoria.

## Fundamentos físicos
La longitud de coherencia está íntimamente relacionada con la longitud de un pulso ondulatorio. Generalmente siempre se consideran ondas planas que se propagan en el espacio, pero la realidad no tiene nada que ver con esta burda aproximación que muchas veces se toma. 
Sea una onda armónica finita. Se calculará ahora la transformada de Fourier de esta, es decir, se estudiará la onda en el espacio recíproco (comúnmente llamado espacio de las k).
{\displaystyle F(k)=\int _{-\infty }^{\infty }{\frac {1}{\sqrt {2\pi }}}f(x)e^{-ikx}dx}

## Fórmulas
En los sistemas de bandas de radio, la longitud de coherencia se aproxima como
| Símbolo                  | Nombre                              |
| ------------------------ | ----------------------------------- |
| {\displaystyle c}        | Velocidad de la luz en el vacío     |
| {\displaystyle n}        | Índice de refracción del medio      |
| {\displaystyle \Delta f} | Ancho de banda de la fuente emisora |

En comunicaciones ópticas, suponiendo que la fuente tiene un espectro de emisión Gaussiano, la longitud de coherencia {\displaystyle L} viene dada por
| Símbolo                         | Nombre                                |
| ------------------------------- | ------------------------------------- |
| {\displaystyle \lambda }        | Longitud de onda central de la fuente |
| {\displaystyle n}               | Índice de refracción del medio        |
| {\displaystyle \Delta \lambda } | Ancho espectral de la fuente          |

Si la fuente tiene un espectro Gaussiano con ancho espectral FWHM {\displaystyle \Delta \lambda }, entonces un desplazamiento del trayecto de ± {\displaystyle L} reducirá la visibilidad de las franjas de interferencia en un 50%.
El concepto de longitud de coherencia es normalmente aplicado en sistemas ópticos.
La expresión anterior es una aproximación frecuentemente utilizada. Para evitar las ambigüedades en la definición del ancho espectral de una fuente, se ha sugerido la siguiente definición de longitud de coherencia:
La longitud de coherencia puede ser medida utilizando un interferómetro de Michelson y es la diferencia de longitud del camino óptico de un rayo láser que interfiere con sí mismo correspondiente a una visibilidad de las franjas de su patrón de interferencia de {\displaystyle 1/e=37\%}, donde la visibilidad de las franjas es definida como:
| Símbolo           | Nombre                   |
| ----------------- | ------------------------ |
| {\displaystyle I} | Intensidad de las líneas |

En sistemas de transmisión de larga distancia, la longitud de coherencia puede ser reducida por factores de propagación como la dispersión, desagregación, y difracción.

## Láseres
Los láseres de helio-neón multimodo tienen una longitud de coherencia típica de 20 cm, mientras que la longitud de coherencia de los de modo simple puede superar los 100 m. Láseres de semiconductor logran alrededor de 100 m. Láseres de fibra de modo simple con anchos de línea de unos cuantos kHz pueden tener longitudes de coherencia que superan los 100 km. Longitudes de coherencia similares pueden ser logradas con peines de frecuencias ópticas debido al estrecho ancho de línea de cada diente. La visibilidad no nula está presente solo para intervalos cortos de pulsos repetidos entre la longitud de la cavidad láser y la longitud de coherencia.